# Ashley Thouret
Ashley Thouret (* 1986 in Calgary) ist eine kanadische Opernsängerin (lyrischer Sopran).

## Leben
Thouret studierte Gesang am Curtis Institute of Music in Philadelphia. Während ihres Studiums sang sie lyrische Rollen, wie beispielsweise die Micaela (Carmen), Pamina und Erste Dame (Die Zauberflöte) oder die Zerlina (Don Giovanni) am Curtis Opera Theatre. Nach ihrer Ausbildung ging sie an das Deutsche Nationaltheater und die Staatskapelle Weimar. Dort sang sie u. a. die Pamina (Die Zauberflöte), Sophie (Der Rosenkavalier), Zdenka (Arabella), Micaela (Carmen), Donna Anna (Don Giovanni) und Susanna (Le Nozze di Figaro). Bei den Opernfestspielen Heidenheim 2013 verkörperte sie die Liu in Turandot und  2014 die Nedda in Pagliacci. In Weimar sang sie Fiordigli (Così fan tutte).
Thouret gastierte an Musikbühnen in München, Zürich und Wien. Neben ihrer Bühnenpräsenz ist sie noch als Lied- und Konzertsängerin tätig.